# Galon
     Litru
     Galon american
     Galon imperial
     Nu există date

Unități de benzină utilizate la nivel mondial:
Litru
Galon american
Galon imperial
Nu există date

Galonul este o unitate de măsură a volumului lichidelor.
Statele Unite ale Americii au adoptat pentru galon un standard bazat pe galonul de vin și definit ca volumul unui cilindru de 6 țoli diametru și 230,907 țoli cubici. Totuși în ziua de azi galonul măsoară exact 231 țoli cubici. Deci, 10 galoane americane (național) sunt echivalente cu 8,327 galoane imperiale. Galonul imperial este aproximativ cu 20% mai mare decât cel american.
În Statele Unite, un galon este echivalent cu 3,78541178 litri și această valoare este folosită pe plan internațional.
În Uniunea Europeană, 1 galon = 4,546 × 10-3 m³ 